# 麻倉怜士
麻倉 怜士（あさくら れいじ、男性、1950年12月30日 - ）は、日本のデジタルメディア評論家。
津田塾大学講師(音楽理論)、日本画質学会副会長。

## 略歴
岡山県岡山市出身。1973年横浜市立大学卒業。日本経済新聞社を経てプレジデント社に入社。『プレジデント』副編集長、『ノートブックパソコン研究』編集長を務める。
1991年よりオーディオ・ビジュアルおよびデジタル・メディア評論家として独立。

## 主張

### 感動度
映像メディアについてVHSやDVD、Blu-ray Discといった記録媒体の違いによる「感動の量」を感動度という概念であらわして比較した。麻倉によると、VHSが20％、LDは40％、DVDは60％、BDは250％となるという。更にこれらの数値と媒体ごとの記憶容量の違いに相関が見られるという。

### ディスク媒体の扱い方
麻倉は音楽CDを鑑賞する際「二度がけ」が有効であるとした。「まずは一度CDを入れて再生し、「何もしなければ、こんな音です」と確認します。そしてイジェクトボタンでCDを取り出し、再度CDをインサートして「プレイ」ボタンを押す - 必要な動作はこれだけです。一回読み込んだものを取り出して、再度読み込んだだけなのに、音質は誰にでも分かるほどハッキリ向上します。」(オーディアの作法)。さらにBlu-ray DiscやDVDでも同様の手法が有効だという。

### Blu-rayへの録画方法について
麻倉によると同じBlu-ray Discでも、メディアの種類と録画方法によって画質や音質に大きく差が生じるという。「BD-RとBD-REに同じ番組を録画してみると、REのほうが画質も音質もいい。映像はベールが1枚とれたようで、音質ももっと差が出る」。録画手段による画質、音質の差を並べると次のようになるという。
- 1. BD-RE直録り
- 2. HDD録画→BD-REにダビング
- 3. BD-R直録り
- 4. HDD録画→BD-Rにダビング

### foobar2000の使用方法について
パソコンにおいてfoobar2000を使用する場合、インストール先や音源ファイルの置き場所をRAMにした方が、「ベールが2、3枚剥がされたような明確で明瞭な音」になるなど高音質化が期待できるとの主張を行なっている。

### コピーワンスについて
ユーザーの立場からBlu-ray Discなどにおけるコピー・ワンスに反対である。

## 人物
光学ディスクを踏んで割ってしまうということがよくある。ピアノの演奏ができ、自宅にスタインウェイ・アンド・サンズのピアノを置いている。

## 著書
- 『目の付けどころの研究 シャープの躍進を支えた12の戦略に学ぶ』ごま書房、1994年10月。ISBN 978-4341080426。
- 『シャープの超発想法 ヒット商品を続出させる“三大法則”』ごま書房、1996年3月。ISBN 978-4341170868。
- 『DVD 12センチ・ギガメディアの夢と野望』オーム社、1996年7月。ISBN 978-4274945625。
- 『ソニーの革命児たち 「プレイステーション」世界制覇を仕掛けた男たちの発想と行動』IDGコミュニケーションズ、1998年10月。ISBN 978-4872803501。
- 『DVD-RAM革命 これが21世紀の巨大ビジネスだ!』オーム社、1999年3月。ISBN 978-4274946066。
- 『ソニーの野望 デジタル・ネットワーク制覇を狙う!』IDGジャパン、2000年4月。ISBN 978-4872804041。
- 『DVD-RWのすべて ディスク・レコーディング時代の本命』2000年11月。ISBN 978-4274946301。
- 『「ハイビジョン・プラズマALIS」の完全研究』オーム社、2003年9月。ISBN 978-4274946806。
- 『久多良木健のプレステ革命』ワック、2003年12月10日。ISBN 978-4898315200。
- 『松下電器のBlu-ray Disc大戦略』日経BP、2006年12月7日。ISBN 978-4822245603。
- 『やっぱり楽しいオーディオ生活』アスキー、2007年5月10日。ISBN 978-4756149237。
- 『絶対ハイビジョン主義 これからが楽しいテレビ生活』アスキー、2008年6月10日。ISBN 978-4048671859。
- 『オーディオの作法』ソフトバンククリエイティブ、2008年11月15日。ISBN 978-4797348415。
- 『ホームシアターの作法』ソフトバンククリエイティブ、2009-10-19ソフトバンククリエイティブ。ISBN 978-4797353877。